# Ploske, Ostroh
Ploske (în ucraineană Плоске) este localitatea de reședință a comunei Ploske din raionul Ostroh, regiunea Rivne, Ucraina.

## Demografie
Componența lingvistică a localității Ploske
     Ucraineană (99,27%)
     Alte limbi (0,55%)
Conform recensământului din 2001, majoritatea populației localității Ploske era vorbitoare de ucraineană (99,27%), existând în minoritate și vorbitori de alte limbi.